# James Wilfred Cook
Pour les articles homonymes, voir Cook.
James Wilfred Cook (1900–1975) est un chimiste anglais, surtout connu pour ses recherches sur la chimie organique des composés cancérigènes . Ses amis le connaissaient simplement sous le nom de Jim Cook.

## Biographie
Il est né à South Kensington à Londres le 10 décembre 1900, fils de Charles William Cook, cocher, et de sa femme, Frances Wall. Grâce à une bourse du London County Council , il fréquente la Sloane School de Chelsea, à Londres .
Cook étudie la chimie à l'University College de Londres avec Frederick George Donnan et John Norman Collie. En 1920, il commence à enseigner au Sir John Cass Technical Institute où il obtient son doctorat en 1923 avec une thèse sur le dérivé de l'anthracène . Il enseigne à l'Institut jusqu'en 1928 .
En 1929, Ernest Kennaway l'invite au Royal Cancer Hospital où il reste jusqu'en 1939. Les recherches effectuées à l'hôpital suggèrent que le goudron (que l'on trouve dans la plupart des cigarettes) contient des composants cancérigènes d'une structure similaire à l'anthracène. Cook rassemble des échantillons purs de nombreux hydrocarbures aromatiques polycycliques, tels que le 1,2,5,6-dibenzoantracene, le benzofénantrène 3,4 et le 3,4-benzopyrène, et peut donc démontrer pour la première fois que même un composé purement chimique a des propriétés cancérigènes.
En 1939, il part à l'Université de Glasgow en tant que professeur Regius de chimie et directeur de leurs laboratoires de chimie. Il reste intéressé par les composés cancérigènes, mais il se concentre sur les composés d'origine naturelle. Il travaille à la clarification de la structure de l'alcaloïde colchicine : un composé qui a des propriétés anticancéreuses, mais qui est aussi très toxique. À la recherche de composés parallèles mais moins toxiques, similaires à la colchicine, il synthétise et étudie de nombreux composés créés artificiellement.
En 1954, il est nommé directeur du Collège universitaire du sud-ouest d'Exeter, rebaptisé en 1955 Université d'Exeter, avec Cook alors vice-chancelier. Il continue à collaborer à la recherche sur les composés aromatiques polycycliques aux propriétés cancérigènes, isolés du pétrole brut et de la fumée de tabac. Il reçoit plusieurs doctorats honorifiques : Dublin – DSc (1948) Nigeria – DSc (1961), Ulster – DSc (1970), Exeter – LLD (1967)
En 1965, il prend sa retraite de l'Université d'Exeter. Peu de temps après, sa femme meurt et Cook décide alors de déménager en Afrique de l'Est. En 1966, il devient vice-chancelier de l'Université d'Afrique de l'Est, qui comprend des collèges situés à Kampala, Nairobi et Dar es Salam. En 1970, l'Université d'Afrique de l'Est se scinde pour créer trois universités indépendantes : l'Université Makerere à Kampala (Ouganda), l'Université de Nairobi (Kenya) et l'Université de Dar es Salaam (Tanzanie) .
En 1970, il retourne en Angleterre, vivant à Exeter. Il se marie deux fois. En 1930, il épouse Elsie Winifred Griffith, avec qui il a trois enfants. Après sa mort en 1966, il se remarie l'année suivante avec Vera Elizabeth Ford, professeur de biologie .
Il est décédé subitement le 21 octobre 1975 .

## Œuvres
La production scientifique de Cook comprend environ 240 articles dans des revues spécialisées. Parmi les divers honneurs, il remporte en 1954 la très prestigieuse médaille Davy de la Royal Society of London. En 1963, il a été anobli par la reine Elizabeth. Il est Président de l'Institut royal de chimie de 1949 à 1951.